# Périgueux
Périgueux (kiejtés: pejɾeˈɣɥes/pejɾeˈgœː) több mint kétezer éves város Franciaország délnyugati részén, Új-Aquitania régióban, Dordogne megye székhelye, az Isle folyó mentén. Franciaország kulturális és történelmi városa címet viseli. A környező mezőgazdasági körzet központja, vásárváros és adminisztratív centrum - nagyon sok műemlékkel.

## Története
Az Isle folyó mellett jóval időszámításunk előtt telepedett meg a Pétrocor nevű gall törzs, amelyet azután leigáztak a rómaiak. A település helyén várost alapítottak Vesunna néven. A Kr. u. III. században a barbár törzsek többször is elpusztították az újra és újra feltámadó várost, annak csak kis része, a mai Cité maradt fenn. A későbbiekben apátság települt a folyópartra, a X. században pedig hercegi székhellyé vált a város. Ettől kezdve Périgord megtartotta jelentőségét, noha megszállták az angolok, dúlták a vallásháborúk seregei.

## Demográfia
| Év   | Lakosság |
| ---- | -------- |
| 1793 | 9 898    |
| 1800 | 5 733    |
| 1806 | 6 306    |
| 1821 | 8 452    |
| 1831 | 8 956    |
| 1841 | 12 187   |
| 1846 | 11 455   |
| 1851 | 13 547   |
| 1856 | 16 291   |

| Év   | Lakosság |
| ---- | -------- |
| 1861 | 19 140   |
| 1866 | 19 633   |
| 1872 | 19 956   |
| 1876 | 24 169   |
| 1881 | 25 969   |
| 1886 | 29 611   |
| 1891 | 31 439   |
| 1896 | 31 313   |

| Év   | Lakosság |
| ---- | -------- |
| 1901 | 31 976   |
| 1906 | 31 361   |
| 1911 | 33 548   |
| 1921 | 33 144   |
| 1926 | 33 389   |
| 1931 | 33 988   |
| 1936 | 37 615   |
| 1946 | 40 865   |

| Év   | Lakosság |
| ---- | -------- |
| 1954 | 40 785   |
| 1962 | 38 529   |
| 1968 | 37 450   |
| 1975 | 35 120   |
| 1982 | 32 916   |
| 1990 | 30 280   |
| 1999 | 30 152   |
| 2007 | 29 416   |
| 2010 | 29 573   |

## Látnivalók
- Cathédrale Saint-Front de Périgueux - 984-1047 között épült.
- Szent István székesegyház - Szent István vértanúnak felszentelt templom.
- Musée du Périgord - főleg őstörténeti múzeum
- Les arènes - egykori római aréna
- Porte normande - III. századi római várfal kapujának maradványai
- Tour de Vésone - itt állt a város istennőjének temploma, maradványa a 20 m magas torony
- Abbaye de Chancelade - a XII. században létesült apátsági templom (3 km-re a városközponttól található)
- Musée Militaire - katonai múzeum: katonai emlékek, uniformisok, fegyverek, zászlók kiállítása

## Testvérvárosok
- Németország - Amberg, 1965